# Metarbelidae
Metarbelidae (лат.) — семейство ночных бабочек из надсемейства Cossoidea. Иногда рассматривалось в ранге подсемейства в составе семейства древоточцев (Cossidae).

## Распространение
Семейство широко распространено в тропиках Старого Света: в Африке к югу от Сахары, на
Мадагаскаре, на Аравийском полуострове; в азиатских тропиках они известны от Индии и южного Китая до Сулавеси (Индонезия). Большинство видов азиатских Metarbelidae обитает в Индостане, Шри-Ланке, Индокитае и на острове Борнео. Только один вид известен к югу от Борнео (Squamura celebensis Roepke, 1957) — с острова Сулавеси. Таким образом, согласно современным публикациям, представители семейства не были зарегистрированы восточнее линии Уоллеса.

## Описание
Внешне сходны с бабочками из семейства древоточцев, размах крыльев от 18 до 40 мм. У большинства видов половой диморфизм незначительный, хотя в некоторых родах самки гораздо крупнее и коренастее (напротив, у Squamura самки часто меньше самцов, а у Orgyarbela они по-разному окрашены). Иногда определение пола очень сложно у неповрежденных экземпляров — у обоих полов одинаковая форма и длина усиков и похожее длинное и довольно стройное брюшко с анальным пучком волосков (волосяным «карандашом»). Антенны у обоих полов двугребенчатые; глаза крупные и занимают большую часть боковой стороны головы, без волосков; галеа отсутствует. Эпифиз примерно от середины переднеспинки, присутствует у обоих полов; формула голенных шпор 0-2-2. Крылья слегка удлинённые, с вогнутым внешним краем и сетчатым рисунком на бледном фоне как у некоторых тропических Cossidae, но изменены наличием отчётливого дискального пятна и часто, отчётливой постмедиальной фасции и базального продольного штриха. У некоторых видов волосковидные чешуйки занимают определённые поля на переднем крыле, вероятно, андроконии у самцов. Жилкование: вспомогательная ячейка отсутствует; передняя жилка М в ячейке отсутствует; Rs2 — Rs4 стебельчатые; CuP в передних крыльях отсутствует. Семейство напоминает Ratardidae наличием одной сильной анальной жилки в переднем крыле. A1 полностью отсутствует (нет следа), тогда как A2 сливается с A3 на большем расстоянии, но с наличием короткой, но отчётливой базальной вилки.
- Salagena obsolescens
- Squamura discipuncta

## Классификация
Известно более 230 видов (большинство в Африке) из 27 родов.
- Aethiopina Gaede, 1929
- Arbelodes Karsch, 1896
- Bjoernstadia Lehmann, 2012
- Dianfosseya Lehmann, 2014
- Encaumaptera Hampson, 1893
- Haberlandia Lehmann, 2011
- Indarbela T. B. Fletcher, 1922
- Janegoodallia Lehmann, 2014
- Kroonia Lehmann, 2010
- Lebedodes Holland, 1893
- Lukeniana Lehmann, Zahiri & Husemann, 2023[3]
- Lutzkobesia I. Lehmann, 2019
- Marshalliana Aurivillius, 1901
- Melisomimas Jordan, 1907
- Metarbela Holland, 1893
- Metarbelodes Strand, 1909
- Mountelgonia Lehmann, 2013
- Moyencharia Lehmann, 2013
- Ortharbela Aurivillius, 1910
- Paralebedella Strand, 1923
- Saalmulleria Mabille, 1891
- Salagena Walker, 1865
- Shimonia I. Lehmann & Rajaei, 2013
- Squamicapilla Schultze, 1908
- Squamura Heylaerts, 1890
- Stenagra Hampson, 1920
- Stueningeria I. Lehmann, 2019
- Subarchaeopacha Dufrane, 1945
- Tearbela Yakovlev & Zolotuhin, 2021
- Teragra Walker, 1855
- Zambezia Lehmann, Zahiri & Husemann, 2023